# Мосієвич Любов Семенівна
Люб́ов Семе́нівна Мосіє́вич (нар. 24 лютого 1953, село Скобелка Горохівського району Волинської області) — українська бандуристка, членкиня Національної спілки кобзарів України, керівник зразкового дитячого гурту-студії «Кобзарик» в містечку Горохів Луцького району Волинської області.

## Життєпис
Народилася 24 лютого 1953 року в сім'ї Марії Дмитрівни та Семена Андрійовича Шуляків у прилеглому до Горохова селі Скобелка. Мама любила співати і трохи грала на гітарі, любив співати і батько. Обоє належали до нечисленної молодої еліти, яка гуртувалась навколо «Просвіти» за тодішньої Польщі. Саме українська пісня, що нерідко звучала лише в серцях (бо вголос, було, не заспіваєш), допомагала долати нездоланні труднощі та вижити у німецькій неволі в 1942 році.
За настановою батьків закінчила музичну школу в Горохові. Продовжила музичну освіту в Луцькому культосвітньому училищі під керівництвом композитора і педагога Раїси Петрівни Гіщинської. Як керівник, викладала у музичній студії при середній загальноосвітній школі в селищі Мар'янівка, хоч попервах у тій студії і бандура була одна–єдина — власна, придбана за гроші тата й мами.
Після розпаду СРСР стало зрозуміло — молодій Українській державі, населення якої доти наполегливо привчали, що «мой адрес — не дом и не улица», вкрай потрібне українське патріотичне виховання. І 1993 року в Горохівському осередку Конгресу українських націоналістів, який тоді очолював її чоловік, викладач сільськогосподарського коледжу Олег Мосієвич, задумали створити дитячий гурт-студію, де не тільки би діти вчилися грі на бандурі та співу під мелодійний передзвін її струн, а виховували насамперед у собі й розвивали в інших любов до традиційно українського, народного, до того, що прийшло до нас крізь віки і лихоліття. Нарекли гурт «Кобзариком». В 1997 році за вагомий внесок у розвиток культури українського народу, високий рівень та виконавську майстерність «Кобзарику» присвоєно звання «Зразковий дитячий колектив». Гурт є учасником численних конкурсів та фестивалів, постійно бере участь в проведенні державних і патріотичних заходів.

## Нагороди
- 2002 р. Подяка Братства ОУН-УПА волинського краю ім. полковника Клима Савура з нагоди 60-ї річниці створення УПА — за постійну моральну та посильну матеріальну допомогу. Голова Братства ветеранів ОУН-УПА Волинського краю Мелетій Семенюк.

- 25.02.2003 р. Почесна грамота Горохівської районної ради, Горохівської райдержадміністрації — за вагомий вклад у розвиток кобзарського мистецтва у районі, багаторічну творчу працю та з нагоди 50-річчя від Дня народження. Голова районної ради Л. Андрійчук. Голова районної державної адміністрації Ю. Горбенко.

- 2006 р. Почесна грамота Горохівської районної ради, Горохівської райдержадміністрації — за вагомий внесок у розвиток культури району, популяризацію аматорського мистецтва та з нагоди Всеукраїнського дня працівників культури і аматорів народного мистецтва. Голова районної ради Л. Андрійчук. Голова районної державної адміністрації Я. Довгополов.

- 15.02.2008 р. Почесна грамота № 24 Волинської обласної державної адміністрації — за багаторічну творчу працю, вагомий особистий внесок у розвиток аматорського мистецтва, активну концертну діяльність. Голова М. Романюк, м. Луцьк.

- 13.02.2018 р. Знак «За церковні заслуги» перед Волинською єпархією УПЦ КП, № 10.
- 15.02.2018 р. Почесна грамота відділу культури Горохівської райдержадміністрації — за багаторічну творчу працю в галузі, значний внесок у розвиток національної культури, патріотичне виховання підростаючого покоління, високий професіоналізм та з нагоди 45-річчя творчої діяльності. Начальник відділу Д. І. Колесник.
- 15.022018 р. Грамота загальноосвітньої школи I—III ступеня смт. Мар'янівка — з нагоди ювілею за багаторічну сумлінну працю, високий професіоналізм, вагомий внесок у розвиток національно-патріотичного виховання молодого покоління. Директор О. Осоховська.